# Et in Arcadia ego (Guercino)
Et in Arcadia ego è un dipinto a olio su tela (82x91 cm) realizzato dal Guercino e attualmente conservato presso la Galleria nazionale d'arte antica di palazzo Corsini a Roma. Citato per la prima volta come opera di Guercino nell'ínventario di Antonio Barberini del 1644 (Lavin 1975, p. 168), il dipinto passò nel 1812 al ramo Colonna di Sciarra, con un'attribuzione a Bartolomeo Schedoni che conservò fino al 1911 quando Hermann Voss la restituì a Guercino.
In diretta connessione con l'Apollo e Marsia della Galleria Palatina, eseguito da Guercino per il Granduca di Toscana nel 1618, nel quale compare lo stesso gruppo dei due pastori. Secondo Mahon (1968) la tela Barberini non può essere esistita come composizione indipendente prima del dipinto fiorentino, ma è stata eseguita successivamente e trasformata nel tema morale autonomo del memento mori con l'aggiunta del teschio con il verme e il moscone, e della scritta "Et in Arcadia ego". Opera giovanile di Guercino eseguita dopo il suo viaggio a Venezia, dove erano particolarmente diffuse le allegorie moraleggianti, ma prima del suo soggiorno romano (1621-23), la tela è stata datata tra il 1618 (Mahon) e il 1622 (Wild).
L'iconografia del memento mori in ambito pastorale, derivata dalle Egloghe di Virgilio, ebbe ampia diffusione in ambito veneziano e romano a partire dal periodo rinascimentale, viene qui esplicitato con l'aggiunta dell'inscrizione per la prima volta nella storia dell'arte e della letteratura (Cola, 1996).
La frase riportata alla base del dipinto può tradursi letteralmente, "Anche in Arcadia io": dove Et sta per etiam (anche) e viene sottinteso: sum (sono presente) o eram (ero). 
Sembra quindi volersi intendere con l'iscrizione 
- sia l'onnipresenza nel tempo e nello spazio della morte (sum - Io sono presente anche in Arcadia),
- sia la transitorietà di fronte alla morte della gloria letteraria del defunto (eram - Anche io ero in, facevo parte dell', Arcadia).[4]